# Альтернативная матрица
Альтернати́вная ма́трица (англ. Alternant matrix) — в линейной алгебре матрица специального вида размерности {\displaystyle m\times n}, задаваемая с помощью {\displaystyle m} элементов {\displaystyle \alpha _{1},\alpha _{2},\dots \alpha _{m}} и {\displaystyle n} функций {\displaystyle f_{1},f_{2},\dots f_{n}} так, что каждый элемент матрицы {\displaystyle M_{i,j}=f_{j}(\alpha _{i})} или, в развёрнутом виде:
{\displaystyle M={\begin{bmatrix}f_{1}(\alpha _{1})&f_{2}(\alpha _{1})&\dots &f_{n}(\alpha _{1})\\f_{1}(\alpha _{2})&f_{2}(\alpha _{2})&\dots &f_{n}(\alpha _{2})\\f_{1}(\alpha _{3})&f_{2}(\alpha _{3})&\dots &f_{n}(\alpha _{3})\\\vdots &\vdots &\ddots &\vdots \\f_{1}(\alpha _{m})&f_{2}(\alpha _{m})&\dots &f_{n}(\alpha _{m})\\\end{bmatrix}}}
Иногда альтернативная матрица определяется в траспонированном виде. 

## Примеры и использование альтернативных матриц
Распространённый и часто встречающийся частный случай альтернативной матрицы — матрица Вандермонда. Альтернативная матрица принимает этот вид при {\displaystyle f_{i}(\alpha )=\alpha ^{i-1}}. (Некоторые авторы называют именно матрицу Вандермонда альтернативной.) Более редкий частный случай альтернативной матрицы — матрица Мура, в которой {\displaystyle f_{i}(\alpha )=\alpha ^{q^{i-1}}}.
В более общем виде альтернативные матрицы применяются в теории кодирования. 

## Свойства альтернативных матриц
Если исходная альтернативная матрица квадратная и если все функции {\displaystyle f_{j}(x)} полиномиальны, то при условии {\displaystyle \alpha _{i}=\alpha _{j}} для всех {\displaystyle i<j} детерминант альтернативной матрицы равен нулю, и таким образом, {\displaystyle (\alpha _{j}-\alpha _{i})} является делителем детерминанта такой альтернативной матрицы при любых {\displaystyle i,j}, удовлетворяющим условию {\displaystyle 1\leq i<j\leq n}. Следовательно, детерминант Вандермонда
{\displaystyle V={\begin{bmatrix}1&\alpha _{1}&\dots &\alpha _{1}^{n-1}\\1&\alpha _{2}&\dots &\alpha _{2}^{n-1}\\1&\alpha _{3}&\dots &\alpha _{3}^{n-1}\\\vdots &\vdots &\ddots &\vdots \\1&\alpha _{n}&\dots &\alpha _{n}^{n-1}\\\end{bmatrix}}}
равный {\displaystyle \prod _{i<j}(\alpha _{j}-\alpha _{i})} также является делителем детерминантов таких альтернативных матриц. Отношение {\displaystyle {\frac {\det M}{\det V}}} носит специальное название «биальтернант». 
Заметим также, что в случае, когда {\displaystyle f_{j}(x)=x^{m_{j}}}, мы получаем классическое определение многочленов Шура.